# The Zoo

The Zoo – piosenka zespołu Scorpions, wydana w 1980 roku jako singel promujący album Animal Magnetism.
Piosenka opowiada o życiu nocnym na tytułowym Zoo, czyli 42nd Street na Manhattanie. Pomysł na utwór zrodził się podczas pierwszej amerykańskiej trasy koncertowej Scorpions w 1979 roku. Wówczas to zespół dowiedział się, iż 42nd Street z uwagi na bujne życie nocne potocznie jest określana jako Zoo. Zainspirowany tym Klaus Meine napisał tekst do muzyki Rudolfa Schenkera.
Utwór zajął 75. miejsce na liście UK Singles Chart. Jego cover wykonali m.in. Bruce Dickinson i Arch Enemy. „The Zoo” zostało użyte w soundtracku gry NBA 2K18. Jako utwór przewodni wykorzystywał go również wrestler Bam Bam Bigelow.